# Limacus
Genre
Synonymes
- sous-genre Limax (Limacus) Lehmann, 1864[1]
- genre Plepticolimax Malm, 1868[1]
- genre Simrothia Clessin, 1884[1]

Limacus est un genre de limaces terrestres, des gastéropodes pulmonés de la famille Limacidae.

## Espèces
Ce genre comporte, entre autres, les espèces suivantes : 
- † Limacus crassitesta (Reuss, 1868) ;
- Limacus flavus (Linnaeus, 1758), synonyme : Limax flavus (Kaleniczenko 1851), synonyme : Limax breckworthianus (Lehmann, 1864) - l'espèce type [3] ;
- Limacus maculatus (Kaleniczenko, 1851), synonyme : Limax ecarinatus (Boettger, 1881), synonyme: Limax pseudoflavus (Evans, 1978), synonyme : Limax grossui.

Espèces amenées en synonymie :
- Limacus breckworthianus (Lehmann, 1864) : synonyme de Limacus flavus (Linnaeus, 1758)

## Liste d'espèces
Selon BioLib (11 décembre 2024) :
- Limacus crassitesta (Reuss, 1868) †
- Limacus ecarinatus (O. Boettger, 1881)
- Limacus flavus (Linnaeus, 1758)
- Limacus maculatus (Kaleniczenko, 1851)

Selon Catalogue of Life (6 novembre 2021) et World Register of Marine Species (9 septembre 2019) :
- Limacus crassitesta (Reuss, 1868) †
- Limacus flavus (Linnaeus, 1758)
- Limacus maculatus (Kaleniczenko, 1851)